# Анрі Лафонтен
Анрі Лафонтен (фр. Henri La Fontaine, 22 квітня 1854, Брюссель, Бельгія — 14 травня 1943, Брюссель) — бельгійський юрист, голова Міжнародного бюро миру з 1907 по 1943 рік, лауреат Нобелівської премії миру 1913 року.

## Біографія
Лафонтен народився 22 квітня 1854 року в Брюсселі. У 1877 році закінчивши Вільний університет Брюсселя зі ступенем доктора права, почав працювати адвокатом в Брюссельському апеляційному суді. Крім того, був активним захисником прав жінок та у 1890 році заснував Бельгійську лігу з прав жінок. У 1893 році отримав звання професора міжнародного права, а через два роки був обраний у бельгійський Сенат як член Соціалістичної партії. З 1919 по 1932 рік займав пост віцеголова Сенату.
У 1895 році разом з Полом Отле заснував Палату документації (у 1907 році перетворилась на Союз міжнародних асоціацій), а пізніше у співпраці з ним же створив систему класифікації інформації, що отримала назву Універсальна десяткова класифікація.
Бувши інтернаціоналістом, Лафонтен виступав прибічником Ліги Націй, а також висловлювався на користь роззброєння та вирішення міжнародних суперечок шляхом арбітражу. Він брав участь в діяльності Міжнародного бюро миру, де з 1907 року займав пост голови. Займав цей пост до своєї смерті у 1943 році. За свою діяльність у 1913 році був відзначений Нобелівською премією миру «як дійсний лідер народного руху за мир у Європі».
Лафонтен був членом бельгійської делегації на Паризькій мирній конференції 1919 року, а також представляв країну на асамблеї Ліги Націй в 1920 та у 1921 роках. Виступав за координацію зусиль всіх пацифістських організацій. У 1907 році разом з Полем Отлетом заснував Союз міжнародних асоціацій. Він також є співзасновником Міжнародного інституту бібліографії (який пізніше став Міжнародною федерацією інформації та документації, FID) разом з Полем Отлетом. Саме в цій ролі він разом з Отлетом був присутній на Всесвітньому конгресі універсальної документації в 1937 році.
Він був ініційований в брюссельській масонській ложі «Друзі філантропії» № 1 Великого сходу Бельгії. Він також був одним із засновників змішаного масонського ордена Право людини у Бельгії.
Помер він в 1943 році в Брюсселі у віці 89 років.